# 최희량 장군 신도비
최희량 장군 신도비(崔希亮 將軍 神道碑)는 대한민국 전라남도 나주시 다시면 가흥리에 있는 신도비이다. 1981년 10월 20일 전라남도의 기념물 제53호로 지정되었다.

## 개요
신도비란 왕이나 고관 등의 평생업적을 기록하여 그의 무덤 가까이에 세워두는 것으로, 이 비는 조선 중기의 무신인 최희량 장군을 기리고 있다.
최희량(1560∼1651)은 35세 되던 선조 27년(1594)에 무과에 급제하였다. 정유재란이 일어났을 때에는 흥양현감으로서 이순신 장군의 지휘 아래 큰 공을 세웠으며, 적의 포로로 있던 신덕희 외 700여 명이 살아서 돌아올 수 있게 하였다. 노량해전에서 이순신이 전사하자 벼슬을 버리고 고향으로 내려가 조용히 지내다 효종 2년(1651)에 생애를 마쳤다.
비는 네모난 받침돌 위에 비몸을 세우고 그 위에 지붕돌을 올렸다. 광무 5년(1901) 장군의 후손들이 비를 세웠으며, 비문은 송치규가 글을 짓고, 여기에 송치규의 자손인 송지헌이 글을 덧붙여 기록하였다.

## 참고 자료
- 최희량장군신도비 - 국가유산청 국가유산포털